# 李榮達
李榮達（英語：Addy Lee Eng-tat，1971年5月2日出生）是馬來西亞籍知名髮型師與企業家，目前活躍於新加坡與中國。他於1984年，年僅13歲時離開馬來西亞的家鄉，前往新加坡追尋兒時夢想。他目前已半退休并移居泰国。

## 生平與事業
李榮達是家中最小的兒子，父親經營一家雜貨店。在年幼時，他單純希望能在一個有空調、不必流汗、穿著得體的環境中工作。
1990年，19歲的他離開馬來西亞檳城的家鄉前往新加坡。在接下來的三年裡，他輾轉於多家髮廊工作，累積了豐富的經驗，不僅學習到美髮創作的技藝，也掌握經營髮廊的管理能力。如今，李榮達已是新加坡知名的髮型師之一。
他曾參與電視、平面廣告、髮型秀、講座、工作坊等製作，亦為本地多位藝人如谢韵仪、白薇秀、權怡鳳、李國煌、黃文永等設計造型。
李在新加坡與馬來西亞開設多間髮廊，並於2007年1月創立「Monsoon美髮學院」，為有志從事髮型設計與造型事業的學員提供培訓。
除了擔任髮型師，他也曾在中國從事直播帶貨銷售。
2021年9月，李榮達與好友兼商業夥伴 Pornsak 與谢韵仪共同創立直播公司 Mdada，在Facebook Live平台上銷售商品。
截至2025年5月，李榮達已半退休并移居泰国。

## 私人生活
李榮達是新加坡主持人權怡鳳之女李凱馨的乾爸，李凱馨也因此隨他姓氏。